# Guano Apes
Guano Apes je rok bend osnovan 1994. godine u Getingemu, Nemačka. Članovi grupe su Sandra Nasić (vokal), Hening Rumenap (gitara, prateći vokal), Štefan Udi (bas-gitara, prateći vokal) i Denis Pošvata (bubnjevi, prateći vokal).
Njihov zvuk je opisan kao fuzija metala, popa I repa.
Objavili su pet studijskih albuma Proud Like a God 1997, Don't Give Me Names 2000, Walking on a Thin Line 2003, Bel Air 2011 i Offline 2014, jedan live album Guano Apes - Live 2003, dve kompilacije Planet of the Apes  2004 i Lost (T)apes 2006, petnaest singlova i pet video albuma.

## Istorija

### Osnivanje i karijera (1994—2005)
Guano Apes je osnovan 1994 u Getingemu, Nemačka, osnivači su gitarista Hening Rumenap, basista Štefan Udi I bubnjar Denis Pošvata. Pevačica Sandra Nasić se pridružila bendu kasnije iste godine.
Uspeh benda je započeo 1996. godine nakon što su osvojili "Local Heroes" takmičenje održano od strane tv stanice VIVA, pobedivši preko sto takmičara sa pesmom "Open Your Eyes". Ta pesma je takođe njiho prvi i najuspešniji singl, praćen izdanjem njihovog debitantskog albuma Proud Like a God u oktobru 1997. godine, izdat od izdavačkih kuća BMG i GUN. Album je bio 4. na listi u Nemačkoj. Pesme "Lords of the Boards" i "Rain" su takođe izdane kao singlovi. "Lords of the Boards" je bila naručena za Evropsko prvenstvo u snoubordingu 1998. godine.
Objavljivanje prvog albuma je praćeno turnejom po Evropi i Sjedinjenim Američkim Državama u trajanju od 18 meseci. "Open Your Eyes" se pojavljuje u filmovima Fifty (1999) i Crusty 2000: The Metal Millennium (2000). Singl "Don't Turn Your Back On Me" se pojavljuje u filmu Meschugge 1999. Godine.
U novembru 2000. godine Guano Apes objavljuje drugi album Don't Give Me Names u BMG I GUN-u. Pesme "Big in Japan", "No Speech", "Living in a Lie" i "Dödel Up" su objavljeni kao singlovi. Pesma "Big in Japan" je obrađena pesme grupe "Alphaville ".
Treći studijski album Walking on a Thin Line je objavljen u martu 2003. godine od strane istih izdavačkih kuća kao I prethodni. Album je zauzeo prvo mesto u Nemačkoj, praćen je singlovima You Can't Stop Me", "Pretty in Scarlet" i "Quietly".
U novembru 2003. godine, Guano Apes izdaje album Guano Apes - Live. Ograničena edicija praćena sa bonus snimkom koncerta u trajanju od 80 minuta. U novembru 2004 grupa izdaje best of album Planet of the Apes. Kopmilacije takođe sadrži I novi singl "Break the Line".
Guano Apes je posle turneje u februaru 2005. godine napravio pauzu.

### Pauza (2006—2009)
Za vreme pauze, decembra 2006, je objavljena kompilacija Lost (T)apes sadržala je neobjavljene demo snimke iz perioda 1994. i 1995. godine.
Denis Pošvata se posvetio svom novom bendu Tamoto, u kom je svirao gitaru i bubnjeve na albumu i takođe je bio prateći vokal. Štefan Udi je isto učestvovao u snimanju prvog albuma grupe Tamoto. Hening Rumenap se uglavnom usredsredio na poslove" iza kulisa". Sandra Nasić je izdala solo album The Signal.
Rumenap, Udi i Pošvata su se 2006. godine ponovo ujedinili I osnovali novi bend IO, zajedno sa američkim pevačem Čarlsom Simonsom. Bend je održao nekoliko koncerata i objavio album For the Masses u avgustu 2008. godine, ali nakon ponovnog ujedinjena Guano Apes-a 2009. su prestali sa radom.

### Ujedinjene I četvrti album (2009—2014)
Guano Apes se ujedinio 2009. i održali su nekoliko koncerata po Evropi, počevši Sofiji, kasnije su usledili Braga, Niklsdorf, Vudstok Festival u Poljskoj, Rock am Ring i Rock im Park i Bukurešt. In Bucharest the band announced they're working on a new album.
Četvrti studijski album grupa je izdala u aprilu 2011. godine pod nazivom Bel Air, izdala ga je produkcijska kuća Columbia Europe. Album je bio prvi na listama u Nemačkoj. Sa albuma su objavljena i četiri singla "Oh, What a Night", "Sunday Lover", "This Time" i "When the Ships Arrive".

### Novi album (2014—danas)
Guano Apes nakon par godina, 2014. objavljuje novi singl "Close to the Sun" i objavljuje najavu za njihov peti album Offline na njihovom YouTube kanalu, album je trebalo da bude objavljen 2. maja 2014. godine. Ipak u aprilu 2014. je objavljeno da će album sada biti objavljen 30. maja 2014. godine.

## Članovi benda
- Sandra Nasić — vokal
- Hening Rumenap — gitara, prateći vokal
- Štefan Udi — bas-gitara, prateći vokal
- Denis Pošvata — bubnjevi, prateći vokal

## Diskografija
- Proud Like a God (1997)
- Don't Give Me Names (2000)
- Walking on a Thin Line (2003)
- Bel Air (2011)
- Offline (2014)

## Nagrade
- Viva Comet Awards 1998.[9]
- MTV Europe Music Award 2000.
- 1LIVE Krone 2001. za najboljeg pevača
- 1LIVE Krone 2003. za najbolji bend

## Spoljašnje veze
- Zvanični sajt